# Solfato di litio
Il solfato di litio è un sale inorganico di formula minima Li2SO4. È il sale di litio dell'acido solforico.

## Proprietà fisiche
Il solfato di litio è solubile in acqua, anche se non segue il classico comportamento della solubilità, in quanto la sua solubilità in acqua decresce all'aumentare della temperatura, e la sua dissoluzione è un processo endotermico. Condivide questa proprietà con alcuni composti inorganici, come i solfati dei lantanidi.
Avendo proprietà igroscopiche, la forma più comune del solfato di litio è il solfato di litio monoidrato. Anidro, il solfato di litio ha una densità di 2,22 kg/dm3. La misura deve essere tuttavia può risultare difficile, in quanto deve essere effettuata in un ambiente poco umido.
Il solfato di litio ha proprietà pirolettriche: quando viene scaldato in soluzione acquosa, la sua conducibilità elettrica aumenta. Anche la concentrazione gioca un ruolo importante nella conducibilità, poiché è massima a 2 M e poi decresce.
Quando il solfato di litio solido viene dissolto in acqua ha una dissociazione endotermica. Questo lo differenzia dal solfato di sodio che ha una dissociazione esotermica. L'esatta energia della dissociazione è difficile da quantificare in quanto sembra relativa alle moli del sale aggiunto. Piccole quantità di solfato di litio disciolto hanno un cambiamento di temperatura molto maggiore rispetto a grandi quantità.
Il solfato di litio ha due diverse fasi cristalline. Nella forma di fase II comune, il solfato di litio ha un sistema di cristallo monoclino sfenoidale con lunghezze dei bordi di a = 8,23 Å b = 4,95Å c = 8,47Å β = 107,98°. Quando il solfato di litio viene riscaldato sopra 130 °C, si trasforma in uno stato privo di acqua, ma mantiene la sua struttura cristallina. Questo si verifica fino a 575 °C, quando c'è una trasformazione dalla fase II alla fase I. La struttura cristallina si trasforma in un sistema cristallino cubico a facce centrate, con una lunghezza del bordo di 7,07 Å. Durante questo cambio di fase, la densità del solfato di litio cambia da 2,22 a 2,07 kg/dm3.

## Usi
Il solfato di litio è usato per trattare il disturbo bipolare (vedi farmacologia del litio).
Il solfato di litio è ricercato come componente potenziale di vetri per la conduzione di ioni. Il film conduttore trasparente è un argomento molto studiato in quanto vengono utilizzati in applicazioni come i pannelli solari e il potenziale per una nuova classe di batterie. In queste applicazioni è importante avere un alto contenuto di litio; il borato di litio binario più comunemente noto (Li2O · B2O3) è difficile da ottenere con alte concentrazioni di litio e difficile da mantenere in quanto è igroscopico. Con l'aggiunta di solfato di litio nel sistema si può formare un vetro di concentrazione di litio facilmente prodotto, stabile e alto. La maggior parte degli attuali film conduttori ionici trasparenti sono fatti di plastica organica, e sarebbe ideale se si potesse sviluppare un vetro inorganico stabile a basso prezzo.
Il solfato di litio è stato testato come additivo per il cemento Portland per accelerare l'indurimento con risultati positivi. Il solfato di litio serve ad accelerare la reazione di idratazione che diminuisce il tempo di indurimento. Una preoccupazione per il tempo di indurimento diminuito è la forza del prodotto finale, ma quando testato, il cemento Portland drogato con solfato di litio non ha avuto una diminuzione osservabile della forza.

## Reazioni
Il solfato di litio è stato utilizzato nella sintesi di chimica organica. Il solfato di litio viene usato come catalizzatore per la reazione di eliminazione nel cambio di n-butil bromuro a 1-butene con quasi il 100% di rese a un intervallo 320-370 °C. Le rese di questa reazione cambiano drasticamente se riscaldate oltre questo intervallo quando si formano maggiori rese di 2-butene.